# SC Freiburg
Sport-Club Freiburg e.V. ali na kratko SC Freiburg je nemški nogometni klub iz mesta Freiburg. Ustanovljen je bil 30. maja 1904 in trenutno igra v 1. Bundesligi.
Freiburg je bil štirikrat prvak 2. Bundeslige ter petkrat prvak regionalnih nemških lig. Ima pa tudi tri pokale južnega Badna. Na mednarodni ravni pa je bil leta 1995 prvak pokala Bahía de Cartagena. Tradicionalno pa se ta nemški klub premika med 1. in 2. nemško ligo, kar je v devetdesetih letih 20. stoletja pripeljalo do navijaške pesmi "Gremo dol, gremo gor, gremo v pokal UEFA!" ("We go down, we go up, we go into the UEFA Cup!").
Freiburgov domači stadion je Schwarzwald-Stadion, ki sprejme 24.000 gledalcev. Barvi dresov sta črna in rdeča. Nadimek nogometašev je Breisgau-Brasilianer (Breisgauski Brazilci).

## Zanimivosti
Trener Freiburga je bil med leti 1991 in 2007 Volker Finke, kateri ima do danes najdaljši trenerski staž v zgodovini nemškega profesionalnega nogometa. Najboljši strelec kluba pa je do danes z 81 goli in 252 igrami Joachim Löw, aktualni trener nemške nogometne reprezentance.
Freiburg pa ima tudi navijače iz zahoda Irske. Skupina nogometnih navdušencev iz irske občine Mayo je ustanovila navijaško skupino The Full Irish Freiburg, katera je prva navijaška skupina Freiburga izven Nemčije.